# Liste der Monuments historiques in Faux-Vésigneul
Die Liste der Monuments historiques in Faux-Vésigneul führt die Monuments historiques in der französischen Gemeinde Faux-Vésigneul auf.

## Liste der Immobilien
| Bezeichnung                  | Beschreibung           | Standort                                  | Kennzeichnung | Schutzstatus | Datum | Bild           |
| ---------------------------- | ---------------------- | ----------------------------------------- | ------------- | ------------ | ----- | -------------- |
| Kirche Nativité-de-la-Vierge | ab dem 11. Jahrhundert | Faux-sur-Coole, chemin de l’Église (Lage) | PA00078708    | Inscrit      | 1934  | weitere Bilder |

## Liste der Objekte
| Bezeichnung                  | Beschreibung                           | Standort                                                          | Kennzeichnung | Schutzstatus | Datum | Bild |
| ---------------------------- | -------------------------------------- | ----------------------------------------------------------------- | ------------- | ------------ | ----- | ---- |
| Kruzifix                     | Holz, 17. Jahrhundert                  | Vésigneul-sur-Coole, in der Kirche Assomption-de-la-Vierge (Lage) | PM51002409    | Inscrit      | 1976  |      |
| Skulptur Madonna mit Kind    | Holz, 16. Jahrhundert                  | Vésigneul-sur-Coole, in der Kirche Assomption-de-la-Vierge (Lage) | PM51000418    | Classé       | 1977  |      |
| Skulptur Heiliger Stefan     | Holz, farbig gefasst, 17. Jahrhundert  | Vésigneul-sur-Coole, in der Kirche Assomption-de-la-Vierge (Lage) | PM51002410    | Inscrit      | 1976  |      |
| Skulptur Johannes der Täufer | Stein, farbig gefasst, 16. Jahrhundert | Faux-sur-Coole, in der Kirche Nativité-de-la-Vierge (Lage)        | PM51003468    | Inscrit      | 2003  |      |